# Trevor Wishart
Trevor Wishart (nascido em 11 de outubro de 1946) é um compositor inglês, residente em York. . Tem contribuído para a composição com áudio digital, tanto em mídias fixas  quanto interativas. Ele também tem escrito extensivamente sobre o tema do que ele chama de "Arte Sonica", e contribuindo para a concepção e implementação de ferramentas de software utilizadas na criação de música digital, nomeadamente, o Composers Desktop Project (CDP).
Nasceu em Leeds, West Riding of Yorkshire. Ele foi educado na Universidade de Oxford (BA 1968), na Universidade de Nottingham (MA 1969), e na Universidade de York (Doutorado 1973). Embora seja principalmente um compositor autônomo, ele ocupa uma posição honorária da Universidade de York. Ele foi nomeado como compositor em residência na Universidade de Durham , em 2006, e, em seguida, na Universidade de Oxford Faculdade de Música em 2010-11, apoiado pelo Leverhulme Trust.

## Música
Seu principal interesse em composição é lidar, principalmente, com a voz humana, em especial com a transformação, metamorfose e a interpolação por meios tecnológicos entre a voz humana e de sons naturais. Isto é mais evidente em seus álbuns Red Bird/Anticredos (composição período: 1973-77, data de publicação: 1992) e VOX Cycle(1980-1988, 1990), e também nas composições Tongues of Fire (1993-93, 2000), Globalalia (2003-2004, 2010), Two Women (1998, 2000), e Americana Tríptico (1999, 2000).
Ele é também um intérprete e improvisador que utiliza técnicas vocais estendidas, usando as gravações e improvisações próprias para compor suas peças eletroacústicas bem como ele fez em Red Bird e Vox 5.

## Escritos
Escreveu três livros Sobre Sonic Arte,  Design Sonoro e Composição de Sons. Em Sobre Arte Sonora , coloca diante de sua base teórica e filosófica ideias, mas Audível Design lida principalmente com a prática e a técnica de composição com áudio digital. Em Composição de Sons análise quase todas as suas peças eletroacústicas individualmente, revelando detalhes técnicos, poéticos e formais. 

## Discografia
Como Trevor.:
- Viagem ao Espaço (1973, 2xLP, não no rótulo, da ordem de correio apenas)
- Viagem ao Espaço (?, cassete, Circuito Integrado de Registros)
- Pássaro vermelho: Um Prisioneiro Político do Sonho (1978, LP, York Eletrônico Studios)
- Vox Ciclo (1990, CD, Virgin Classics)
- Pássaro vermelho / Anticredos (1992, CD, de outubro de Música)
- Audível Design (1994, CD, Orfeu a Pantomima)
- Línguas de Fogo (1994, CD Maxi-Single, Orfeu a Pantomima)
- Viagem ao Espaço (2002, o CD, o Paradigma Discos)
- Encontros na República do Céu (2011, CD, Orfeu a Pantomima)

Como Trevor. & Amigos:
- Praia Singularidade / Menagerie (1979, o LP, York Eletrônico Studios)
- Boca de Música (1982, LP, Hyperion)
- Menagerie / Praia Singularidade / Vocalise (1997, o CD, o Paradigma Discos)

Aparece em:
- Música eletrônica a partir de York (1973, 3xLP, York Eletrônico Studio)
- Miniaturas (1980, LP, Pipe)
- Integração (1983, cassete, ICR)
- Música de computador Correntes 4 (1989, CD, WERGO)
- Música electroacústica e os Saxofones de Stephen Cottrell (1989, CD, Ouvir Música)
- Rē Registros Trimestrais Volume 3 Número 1 (1989, CD, Recomendado Registros)
- Prix Ars Electronica, 95 (1995, o CD, o Ars Electronica Center)
- Inventionen '98 – 50 Jahre da Música Concreta (1999, CD, Edição RZ)
- Ou Alguma Música por Computador (1999, CD, OU)
- Fümms Bö Wö Tää Zää Uu: Stimmen Und Klänge Der Lautpoesie (2002, CD, Urs Engeler Editor)
- Das Dreidimensionale Möbiusband (2003, 2XCD, Voando Natação)
- Festival Voor Nieuwe Muziek: Happy New Ears 2005 (2005, CD, Gonzo Circo)